# 月華街

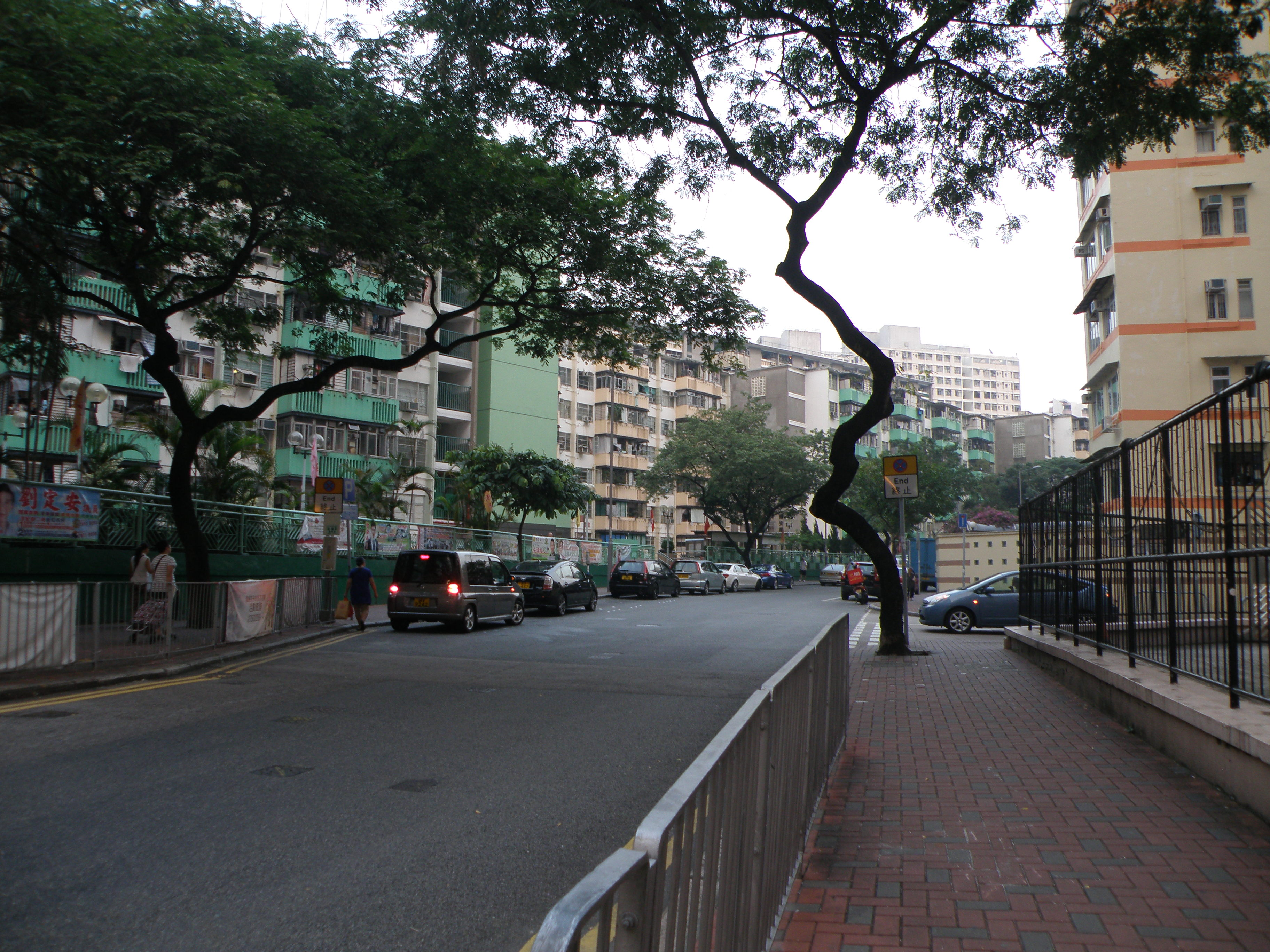
月華街起點

月華街（英語：Yuet Wah Street）是香港九龍觀塘區一條單程道路，位於觀塘市中心東面的小山丘，鳥瞰呈U形，兩端連接協和街，全長約884米，街道尾段分支出一條名為平成里的掘頭路。街道接近U形底部的環狀，由另一條街道天香街所連接，天香街的中段再分支出一條名為紫來里的掘頭路。而位於月華街、天香街、紫來里及平成里的4條道路，合稱月華街區或月華區。

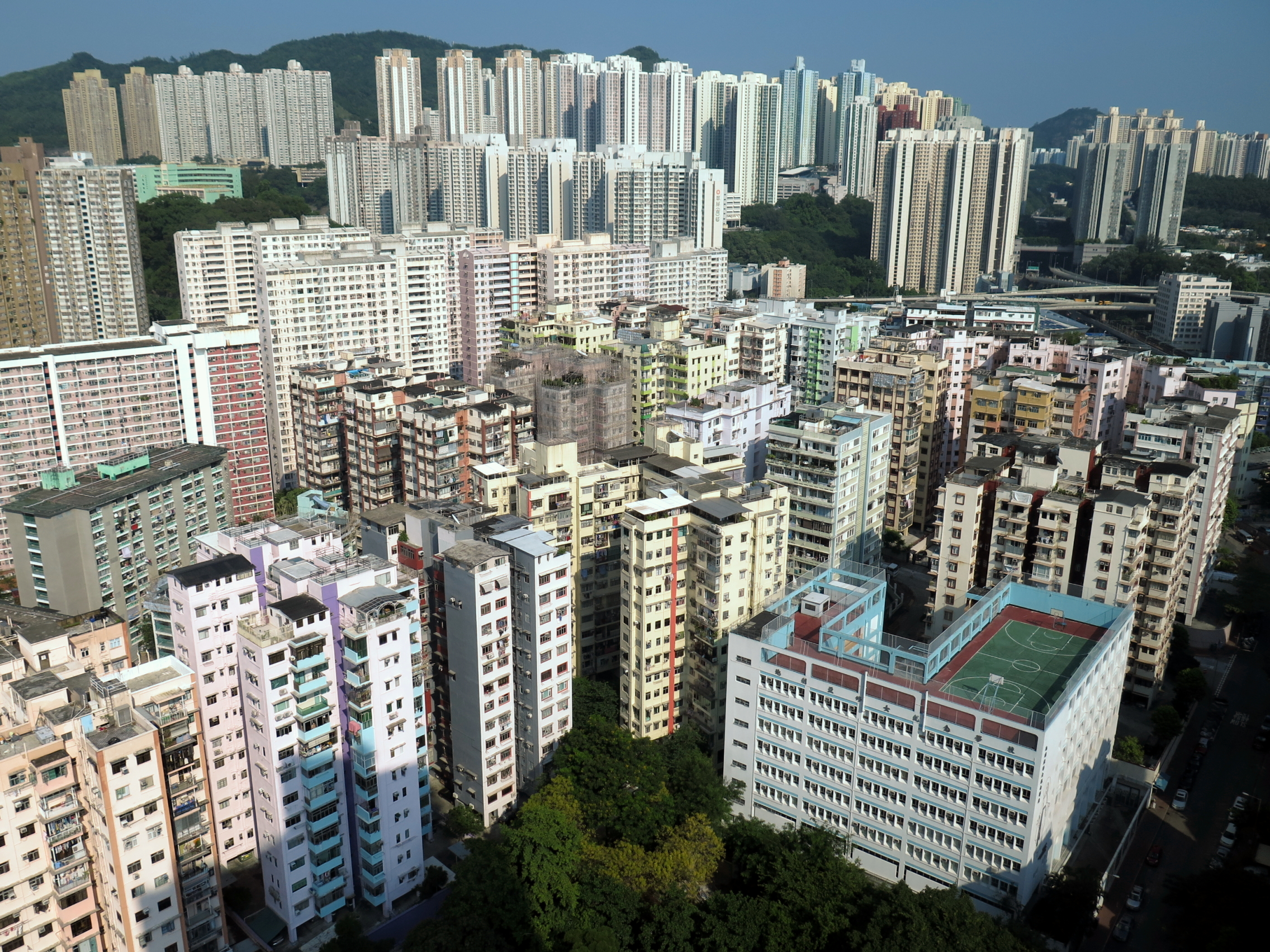
月華街盡是1960年代建成的住宅

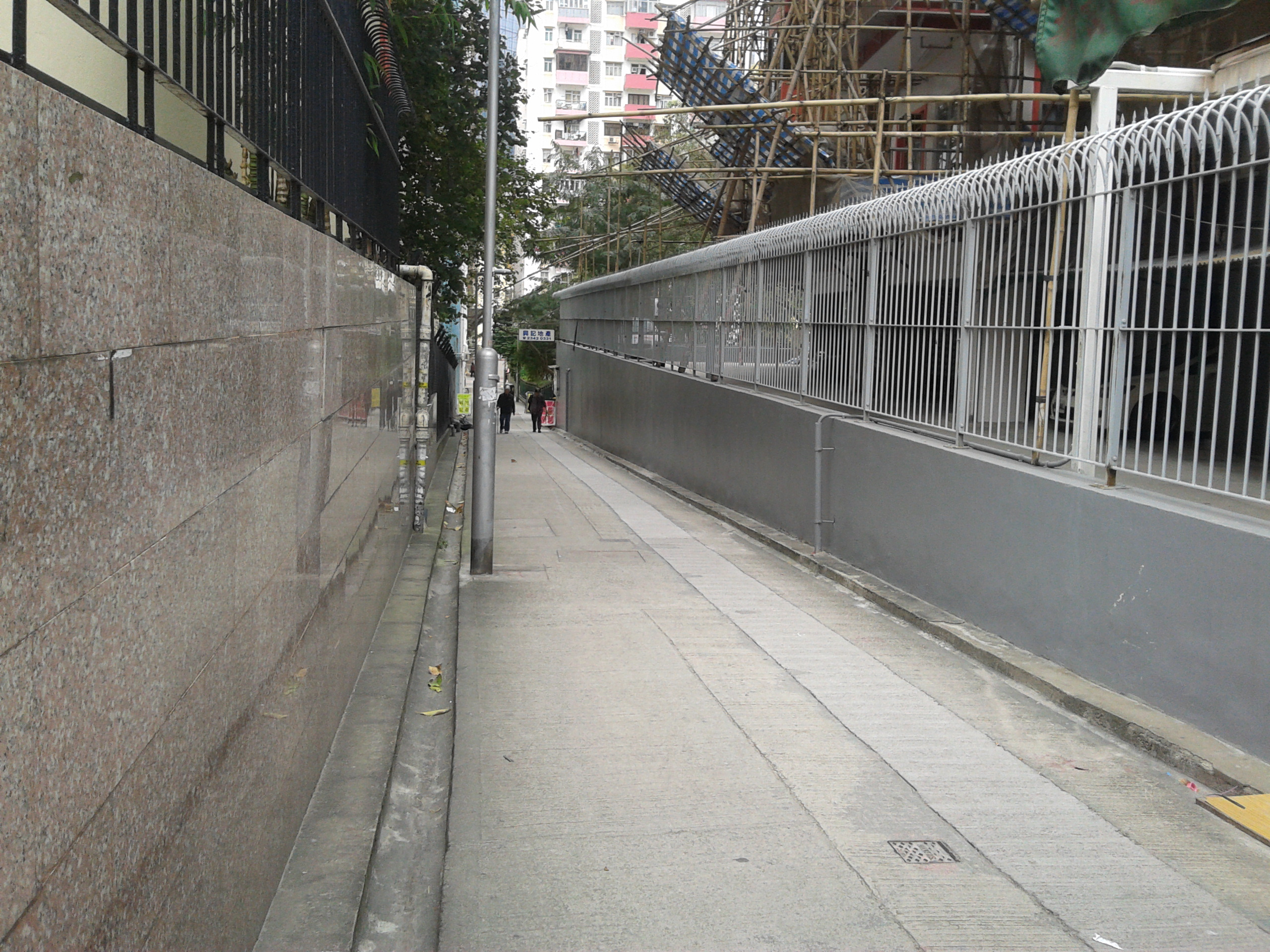
月華街區內設有不少小巷與觀塘市中心相近

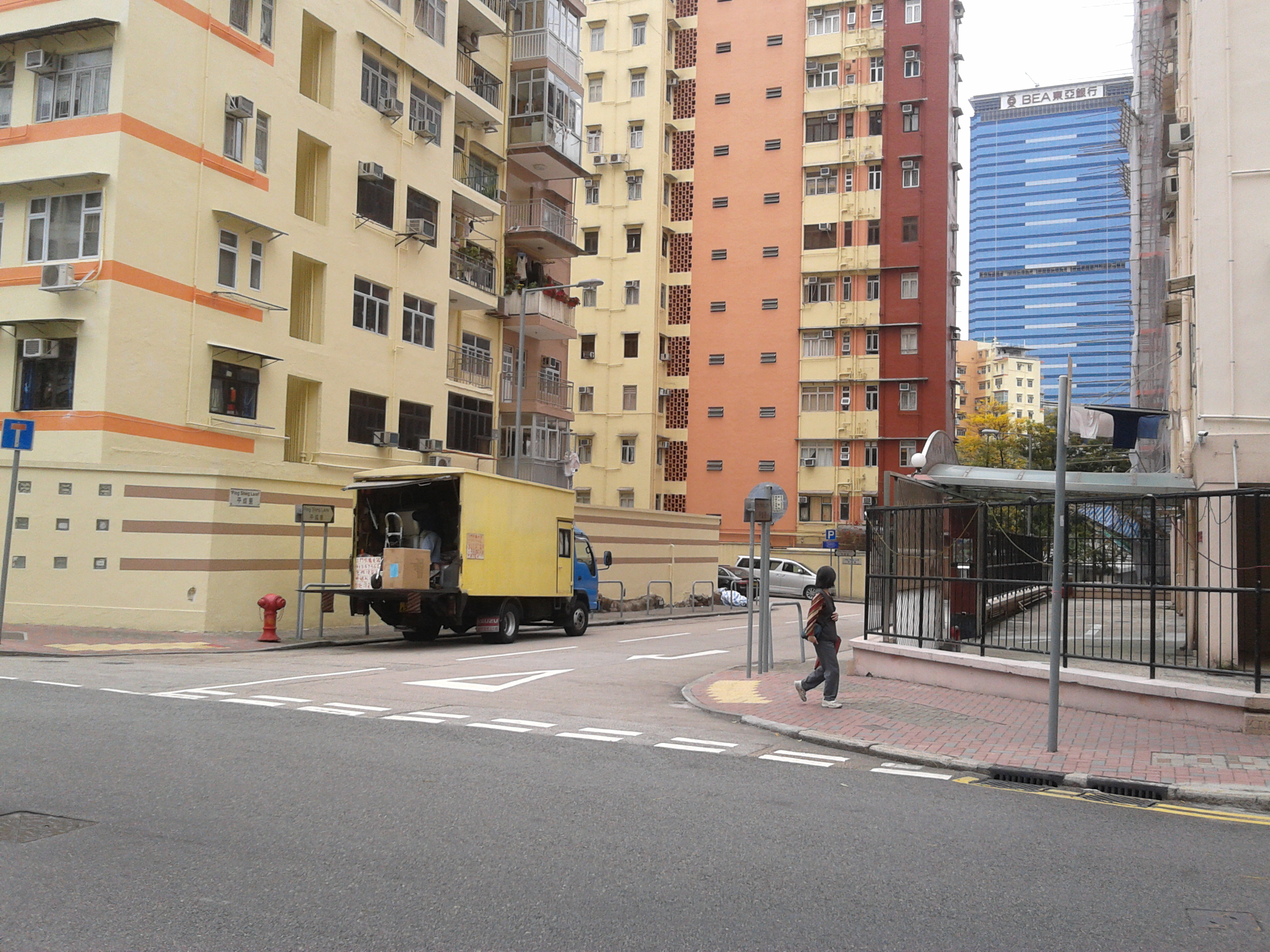
月華街與平成里交界

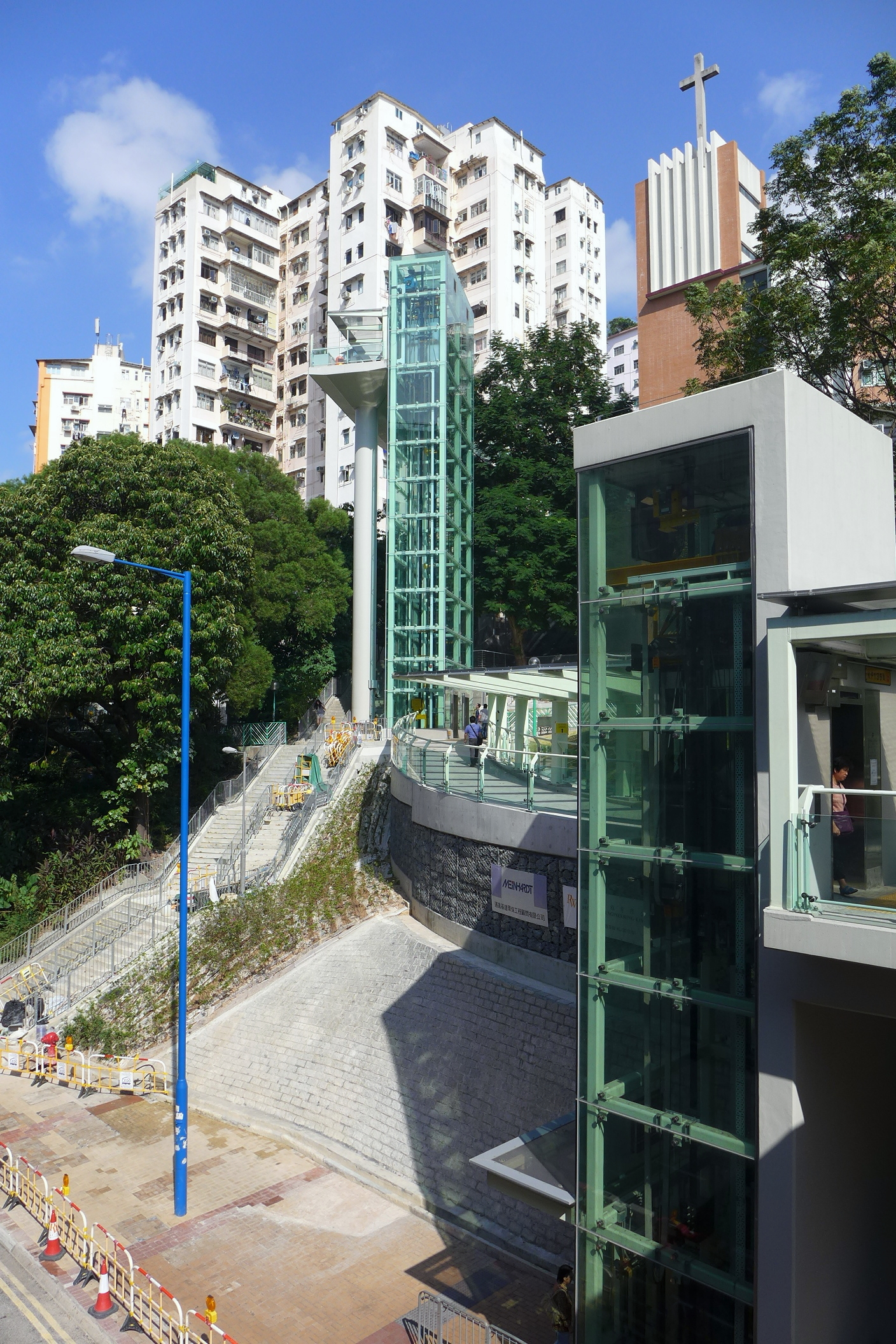
2012年，政府建「觀塘月華街升降機及行人系統」接駁月華街及港鐵觀塘站，2015年10月28日對外開放後，市民毋須走180級樓梯往返兩處

街道兩旁盡是1960年代建成的住宅，屬區內罕有的中密度發展，故成為該區著名的私人住宅區。各大廈外望翠屏邨、港鐵觀塘站一帶，街上有樓梯連接兩地。私人住宅設有升降機和私家停車場，對當時生活水平來說，可算是相當先進和前衛。
街道南端在1970年代陸續發展，分別有1975年創辦的地利亞修女紀念學校(月華) (此校已於2018年結束)、月華街遊樂場和觀塘(月華街)巴士總站。前者曾是一所開辦中一至中六課程的非牟利直資中學，於2018年轉為地利亞加拿大學校東九龍分校，於2021年轉為香港諾德安達國際學校 （页面存档备份，存于）。毗鄰學校的月華街遊樂場，由康樂及文化事務署管理，場內遍植林木，設有涼亭、座椅供市民休憩；共融遊樂設施讓任何2至12歲的兒童和傷殘人士使用。後者曾是觀塘市中心最大型的巴士樞紐，因鄰近市中心，2009年8月8日完成其27年歷史任務後，成為觀塘市中心重建項目首個發展。同時，區內不少私人住宅正進行由市區重建局資助的樓宇復修計劃。
街道靠北面是香港房屋委員會發展的公營房屋和樂邨，由1962年至1966年分階段落成，共11座樓宇。當中，靠近內街的樓宇為新式七層大廈，有別於當年普遍用作徙置的七層大廈。2011年中起，因應屋邨人口老化，有關方面在這些七層大廈外加裝升降機，方便居民出入。
街道東端介乎是中華基督教會基法小學及天星樓設有一條通往觀塘道、觀塘道/協和街休憩花園（即港鐵觀塘站C1出口）、觀塘大廈、中華基督教會基法幼稚園及中華基督教會梁發紀念禮拜堂的樓梯，是居民出入必經之路。
位於月華街25-39號的月華大廈由於建築呈新月型，電視劇如TVB《換樂無窮》等均在此進行外景拍攝。
由於來往月華街及觀塘港鐵站必須經過180級樓梯，一直欠缺無障礙通道。為應付區內人口增長及老化需要，發展局於2012年11月向立法會申請2億元撥款，建「觀塘月華街升降機及行人系統」接駁月華街及港鐵觀塘站，系統於2015年10月28日啟用。

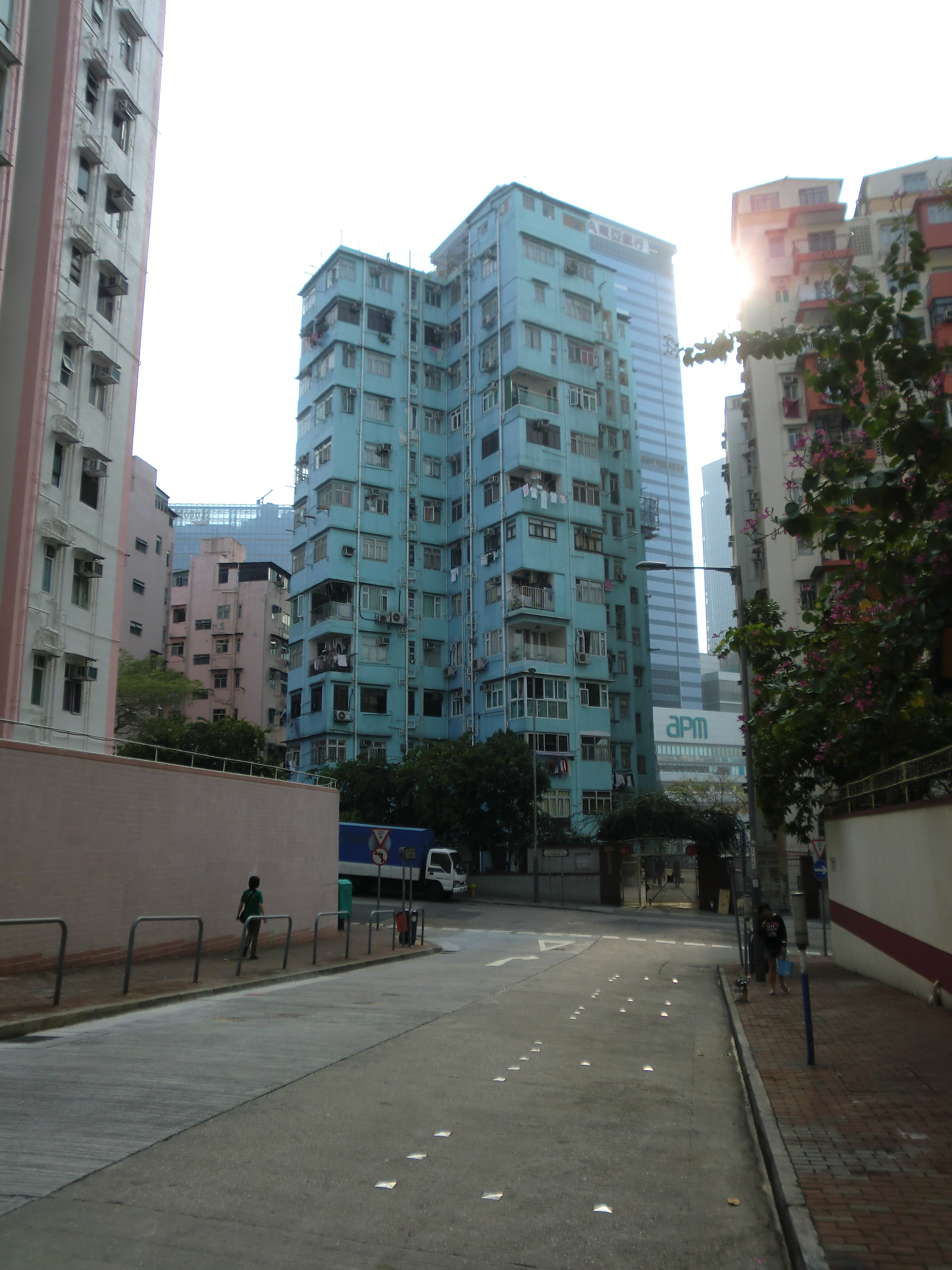
海景花園大廈
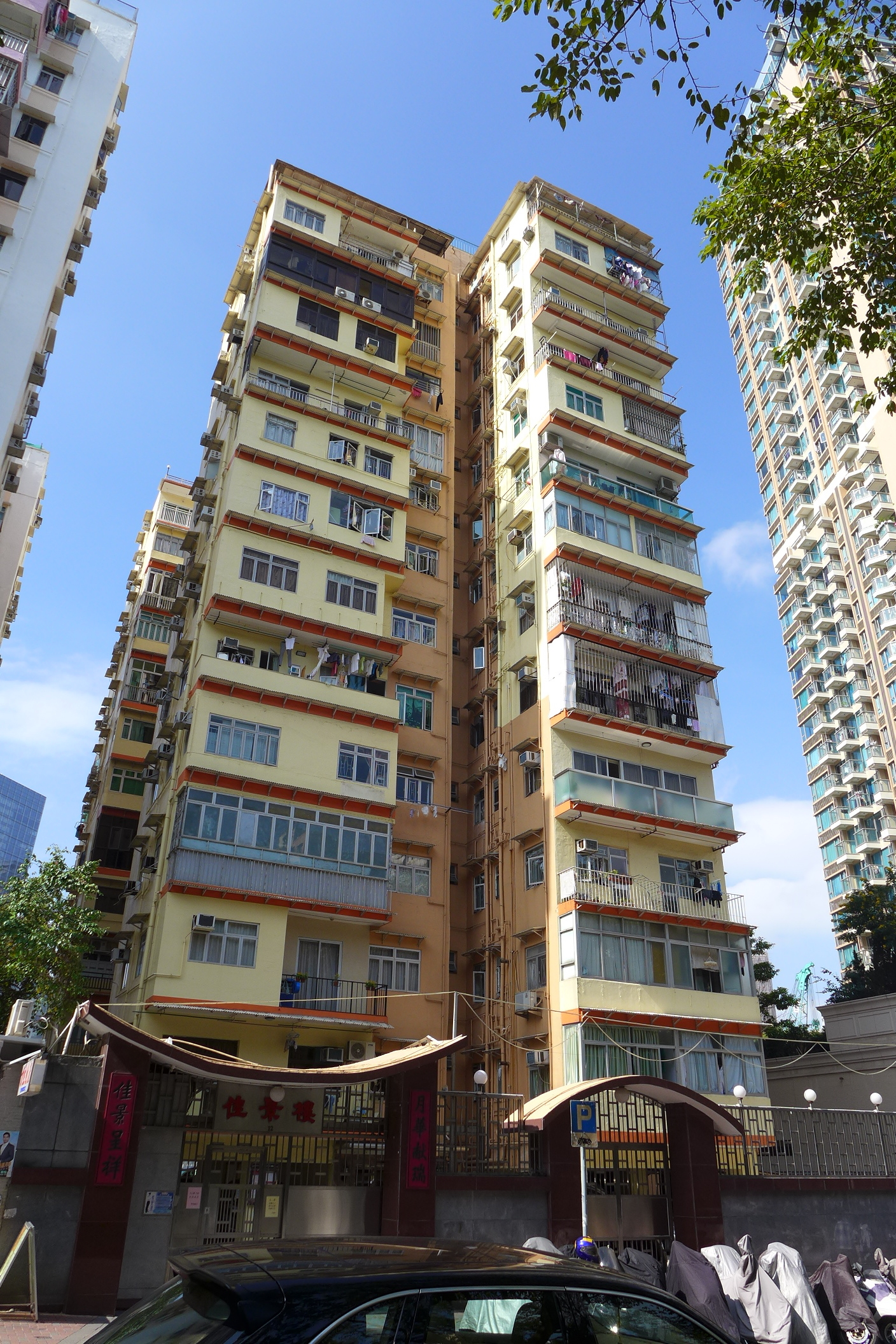
佳景樓
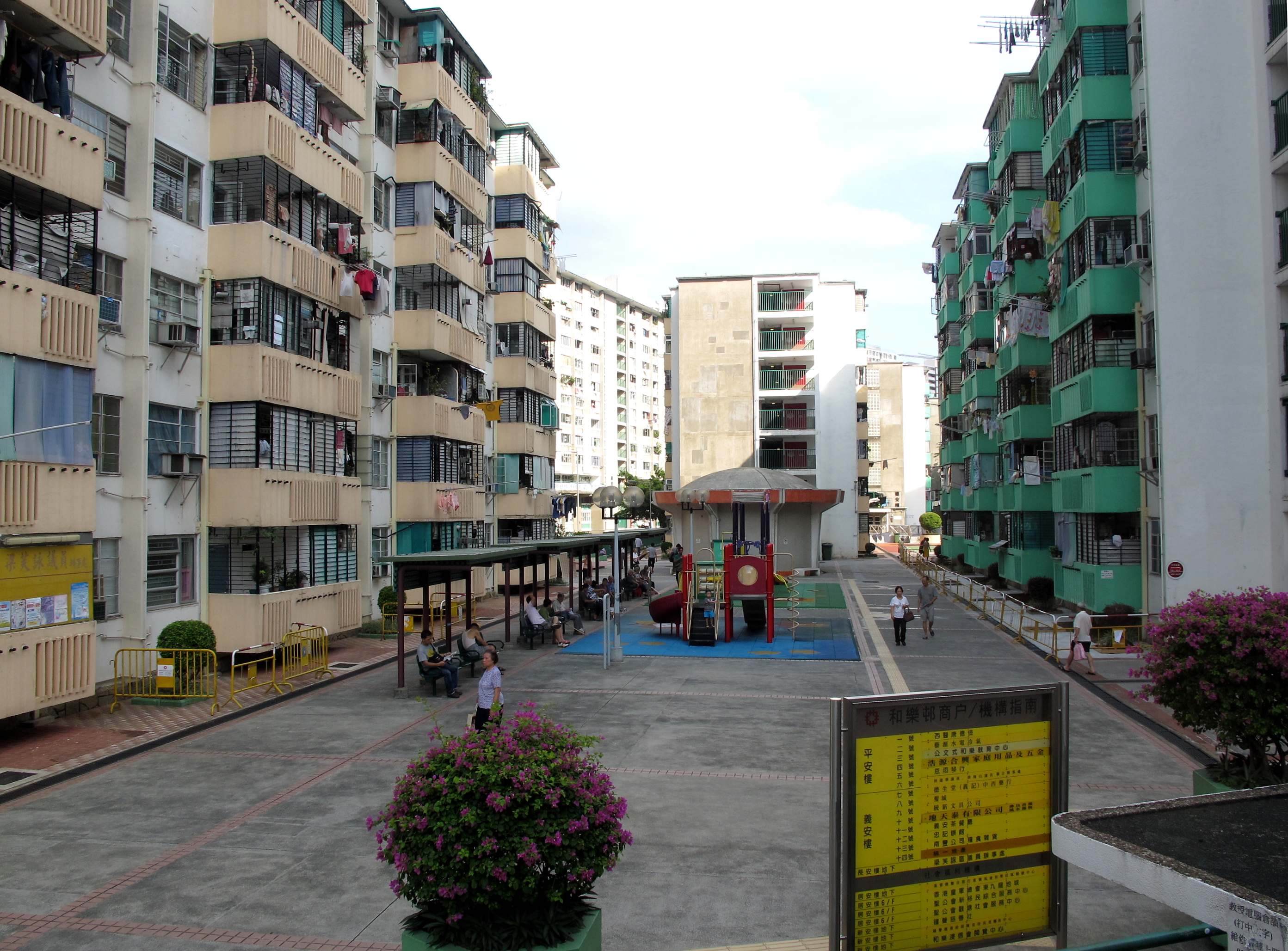
和樂邨
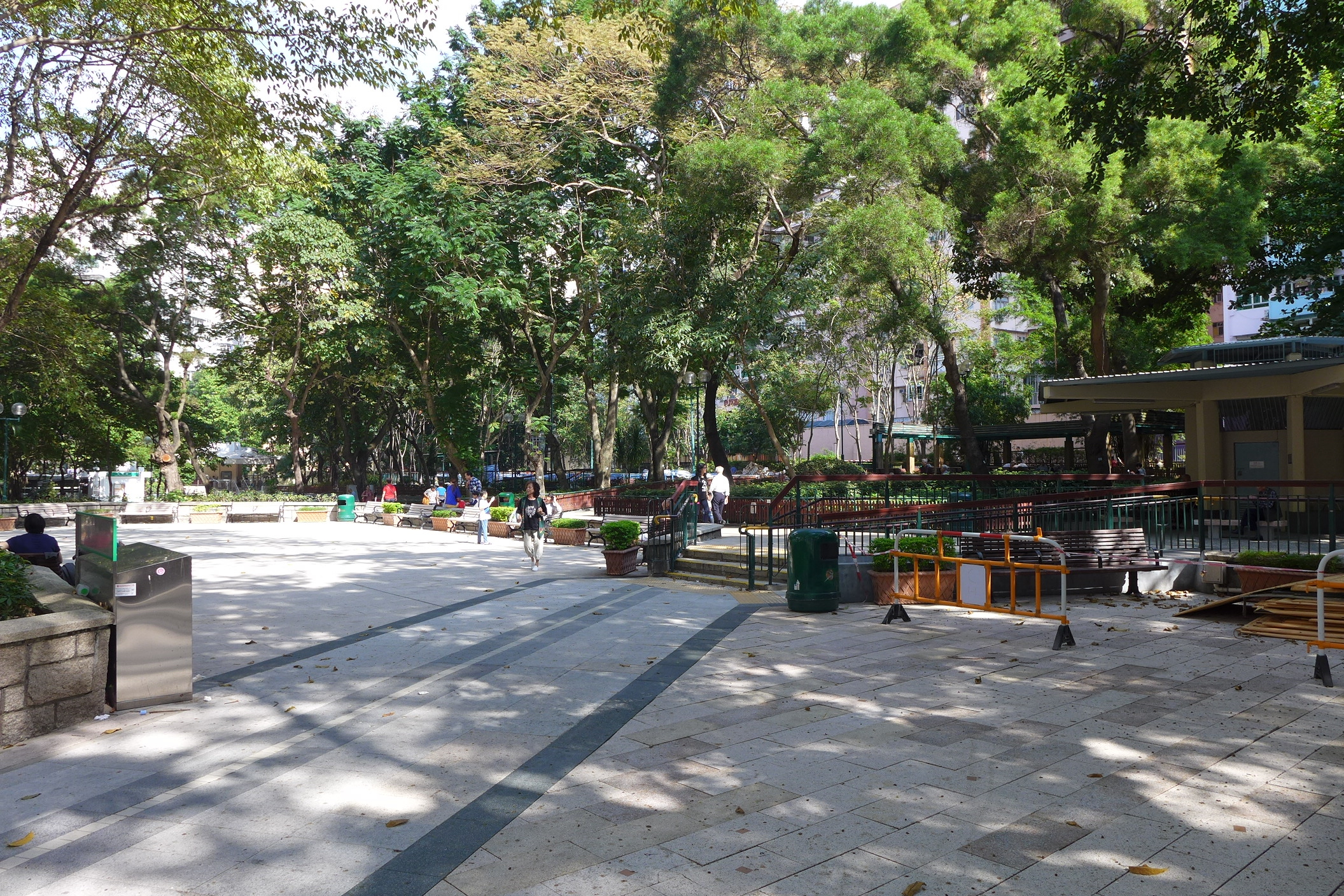
月華街遊樂場
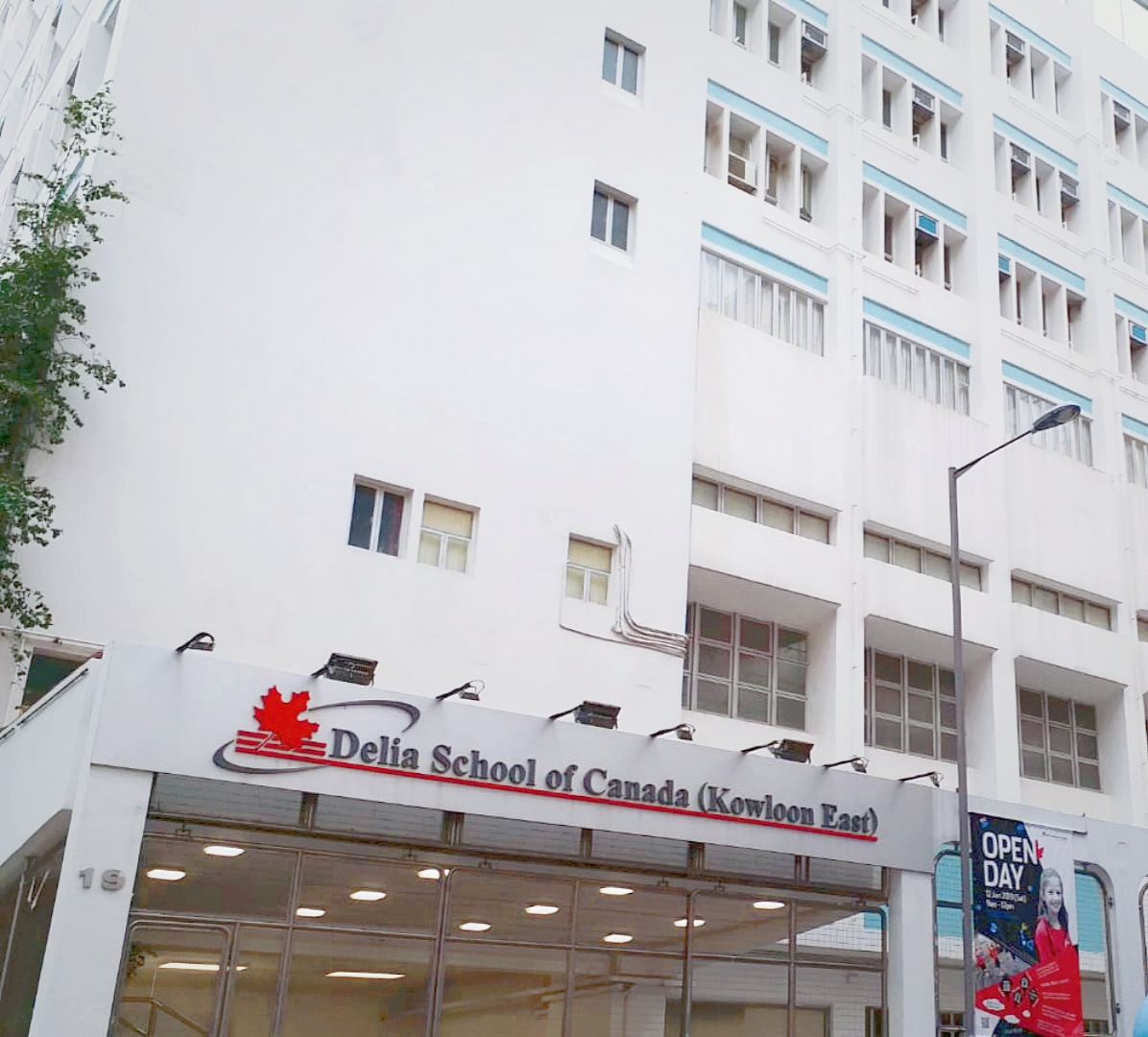
地利亞加拿大學校

## 公共設施
- 社區設施
  - 觀塘社區健康中心
  - 月華街遊樂場
  - 月華街垃圾收集站
  - 地利亞修女紀念學校（月華）
  - 中華基督教會基法小學
  - 中華基督教會基法幼稚園
  - 中華基督教會梁發紀念禮拜堂
  - 官塘雅麗斯英文幼稚園
- 住宅(以門牌號碼排列)
  - 8 觀月·樺峯[4]
  - 12 佳景樓（1963）
  - 16 遠景大廈（1964）
  - 18 僑業大廈（1965）
  - 20 觀景閣（1965）
  - 24 華麗樓（1964）
  - 25-39 月華大廈（1967）
  - 26 海景花園大廈（1964）
  - 28-30 泰康樓（1964）
  - 32 天星樓（1968）
  - 36 觀塘大廈（1970）
  - 38 萬和花園大廈（1970）
  - 40 萬福大廈（1972）
  - 42 華苑大廈（1967）
  - 43 永寧樓（1971）
  - 45 多喜大廈（1966）
  - 47 安樂花園大廈（1964）
  - 48 月威大廈（1969）
  - 49 豐景樓（1967）
  - 50 集景樓（1964）
  - 52 月明樓（1963）
  - 53 月華樓（1966）
  - 55 興仁大廈（1967）
  - 57 時興樓（1966）
  - 60 和樂邨（1962）
  - 71 好景樓（1963）

## 鄰近
- 觀塘市中心
- 港鐵觀塘站
- 翠屏邨

## 交匯道路
- 協和街
- 天香街
- 天香街
- 平成里
- 協和街

## 交通
在中華基督教會基法小學外設有觀塘站（月華街）公共小巴總站，供公共小巴月華街至秀茂坪線及其特別班次使用。月華街只有幾條公共小巴路線途經，故交通不太繁忙。而公共小巴青山道至觀塘線只有少數班次途經，大多只於協和街近月華街終點掉頭。